# Kamienica przy ulicy Tadeusza Pawlikowskiego 5 w Krakowie
Kamienica przy ulicy Tadeusza Pawlikowskiego 5 – zabytkowa kamienica znajdująca się w Krakowie, w dzielnicy I przy ulicy Tadeusza Pawlikowskiego, na Piasku.
Kamienica została wzniesiona w 1938 roku według projektu architekta Stefana Żeleńskiego.
Kamienica została wpisana do gminnej ewidencji zabytków. Znajduje się na obszarze Piasku, którego układ urbanistyczny został wpisany 15 października 2015 do rejestru zabytków.